# Srdcovka (část výhybky)

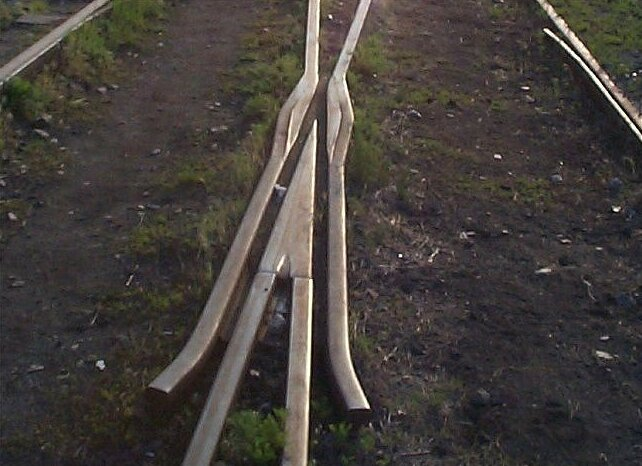
Srdcovka s litým středem.

Srdcovka je část výhybky, kde se křižují kolejnicové pásy hlavní a vedlejší větve výhybky. Srdcovka tedy umožňuje křížení dvou pojížděných hran v jedné úrovni, takže kola kolejových vozidel mohou bezpečně projet touto částí výhybky a sledovat směr své jízdy.

## Rozdělení srdcovek podle funkce
- jednoduchá srdcovka – skládá se z jednoho srdcovkového klínu a dvou křídlových kolejnic; jedná se o nejběžnější typ srdcovek, který nalezneme téměř u všech výhybkových konstrukcí
- dvojitá srdcovka – skládá se ze dvou srdcovkových klínů, kolenové kolejnice a přídržnice; používají se u křižovatkových výhybek, kolejových křižovatek a středech dvojitých kolejových spojek
- trojitá srdcovka – skládá se ze tří klínů a tří křídlových kolejnic; jedná se o značně složitou konstrukci, která se vyskytuje velice zřídka

## Rozdělení srdcovek podle konstrukčního uspořádání
- montovaná srdcovka z válcovaných profilů
- montovaná srdcovka s litými klíny
- montovaná srdcovka s litým středem (tzv. americká)
- celolitá srdcovka
- srdcovka s pohyblivými částmi

## Srdcovky s pohyblivými částmi
Výhodou této konstrukce je vytvoření nepřerušené jízdní plochy pro kolo vozidla, neboť kolo nemusí překonávat žlábek nutný pro průjezd okolku ve druhém směru. To umožňuje klidnější jízdu vozidla přes výhybku a snižuje dynamické účinky nerovnosti na vozidlo i výhybku. Výhybky s pohyblivými částmi také nevyžadují použití přídržnic.
Na druhou stranu však tyto výhybky mají složitější konstrukci, jsou tedy i dražší a náročnější na údržbu. Z uvedených důvodů jsou tyto výhybky vhodné zejména pro tratě s vysokými rychlostmi nebo s vysokým provozním zatížením.
Z konstrukčního hlediska lze pohyblivé srdcovky rozdělit na:
- srdcovky nahrazené otočnou kolejnicí (je použita např. na výhybkách ozubnicové trati Štrba – Štrbské Pleso)
- srdcovky s pohyblivými křídlovými kolejnicemi (jedna výhybka tohoto typu byla pokusně instalována ve stanici Pardubice hlavní nádraží)
- srdcovky s pohyblivými hroty nebo klínem (pohyblivé hroty jsou používány u křižovatkových výhybek s úhlem odbočení o poměru 1:11, např. ve stanici Praha-Libeň)
- srdcovky s pohyblivými vložkami

## Galerie

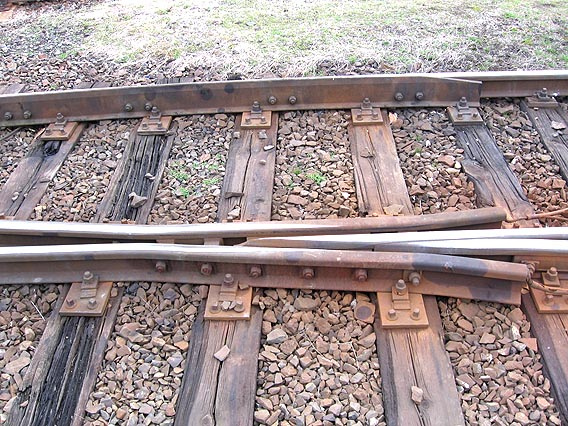
Srdcovka montovaná
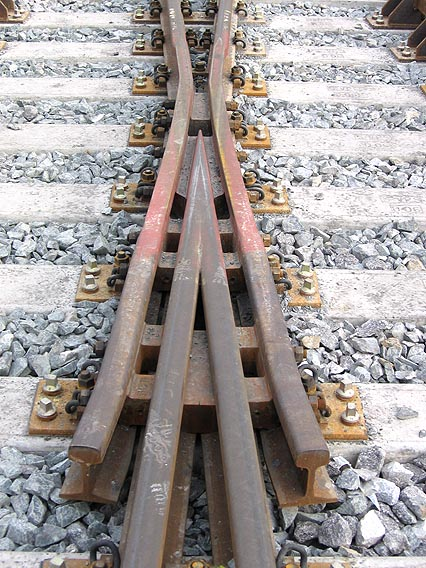
Srdcovka montovaná se svařeným hrotem.
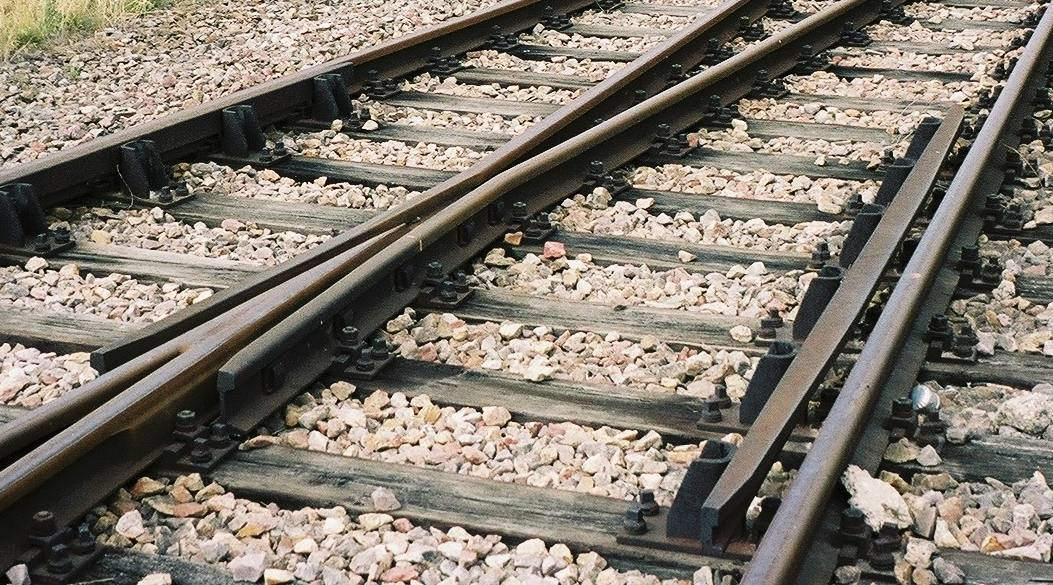
Srdcovka s litým hrotem.
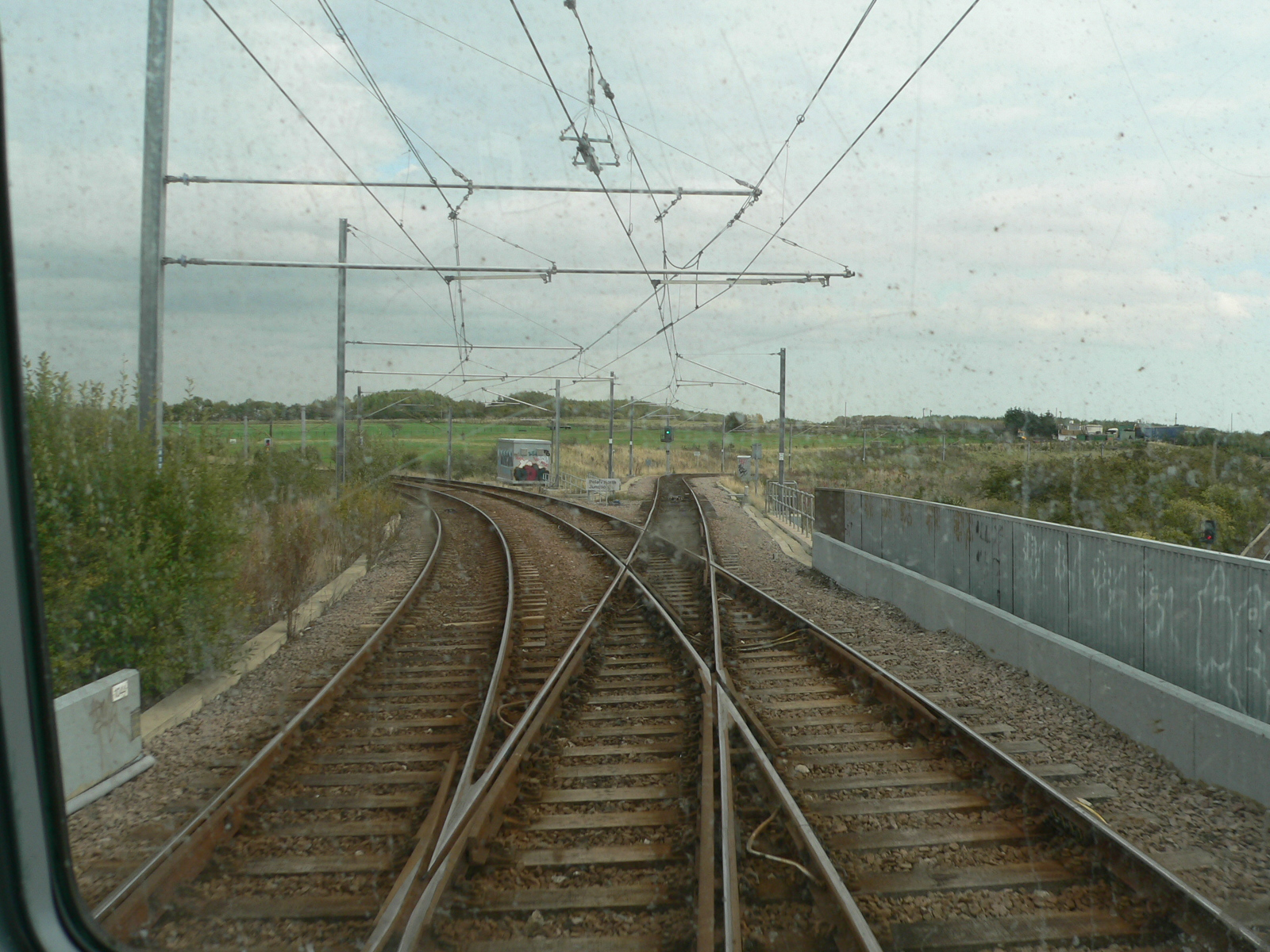
Srdcovky s litým středem.
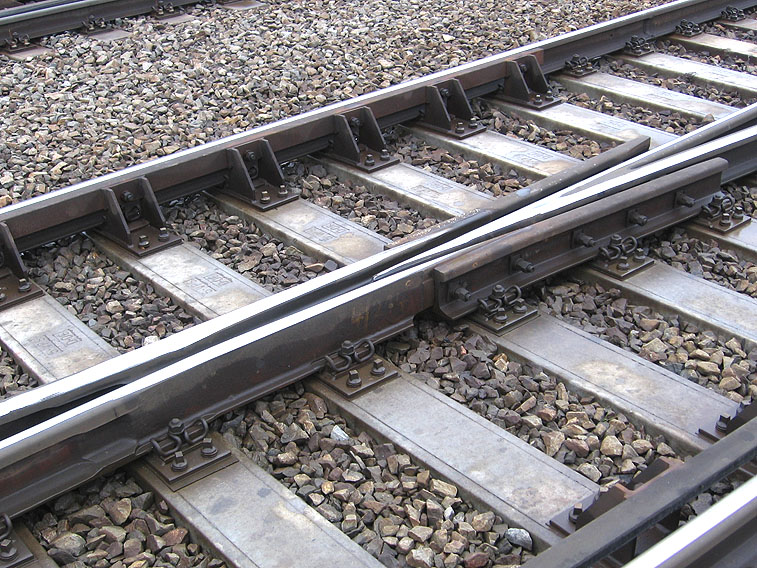
Srdcovka odlévaná s namontovanými křídlovými kolejnicemi.
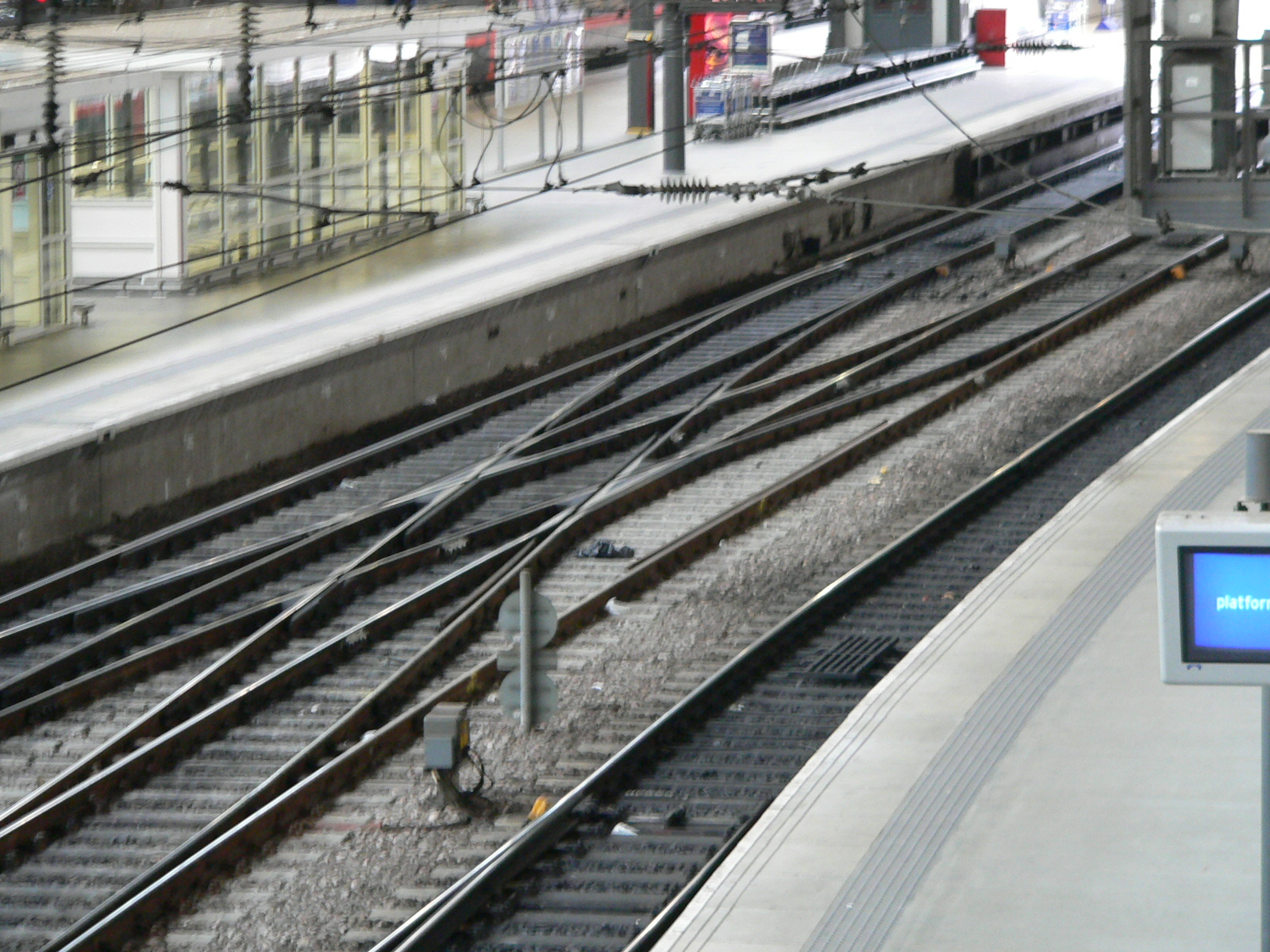
Srdcovky lité.
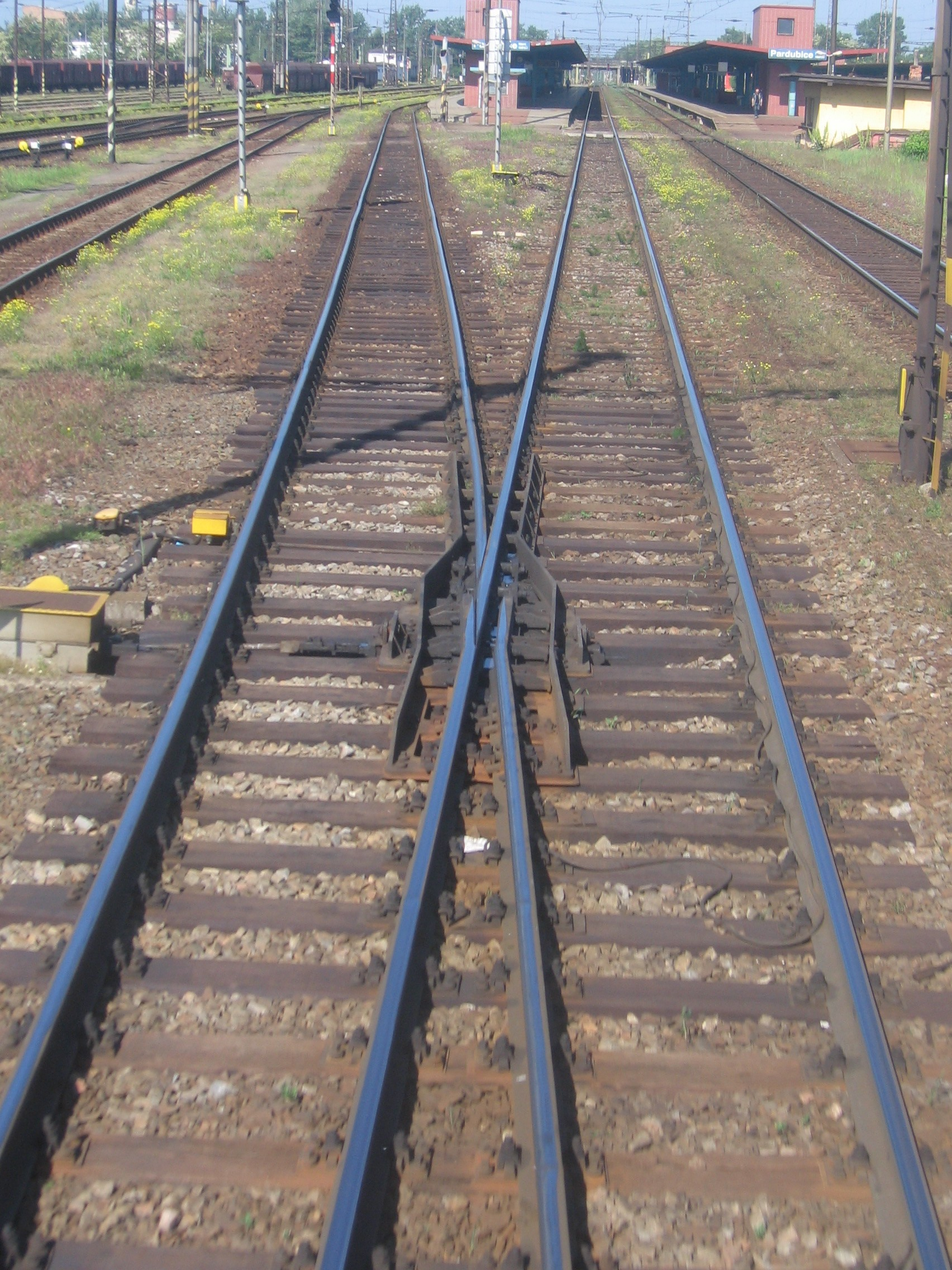
Srdcovka s pohyblivým hrotem v Pardubicích
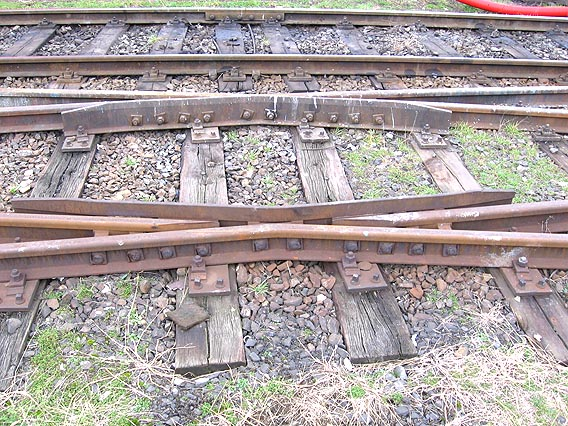
Srdcovka se dvěma hroty – v křižovatce.
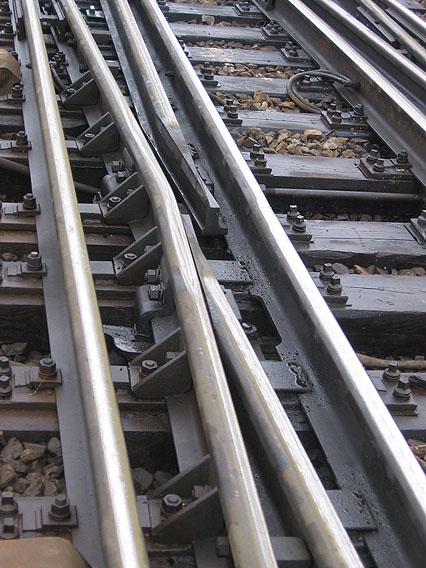
Srdcovka přestavitelná v křižovatkové výhybce.

Stísněné poměry tramvajových křižovatek vedou k použití srdcovek různých tvarů a typů. Snímky z rekonstrukce Palackého náměstí v Praze – léto 2007.

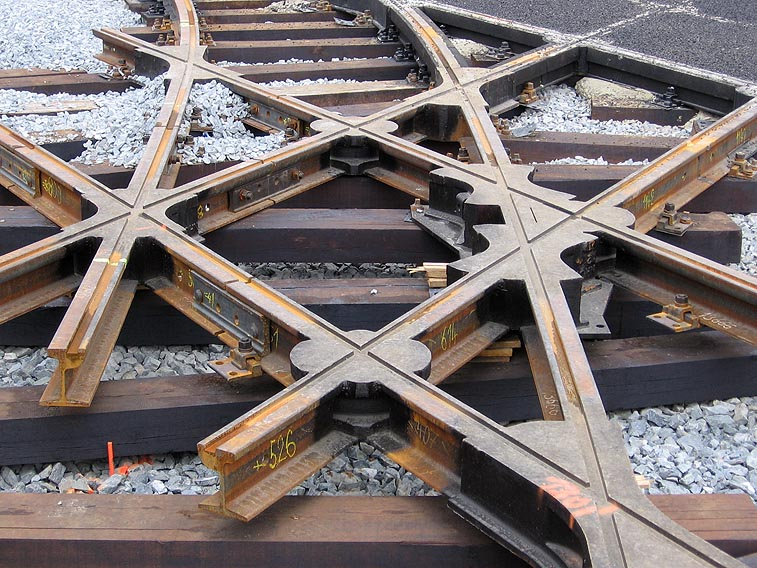
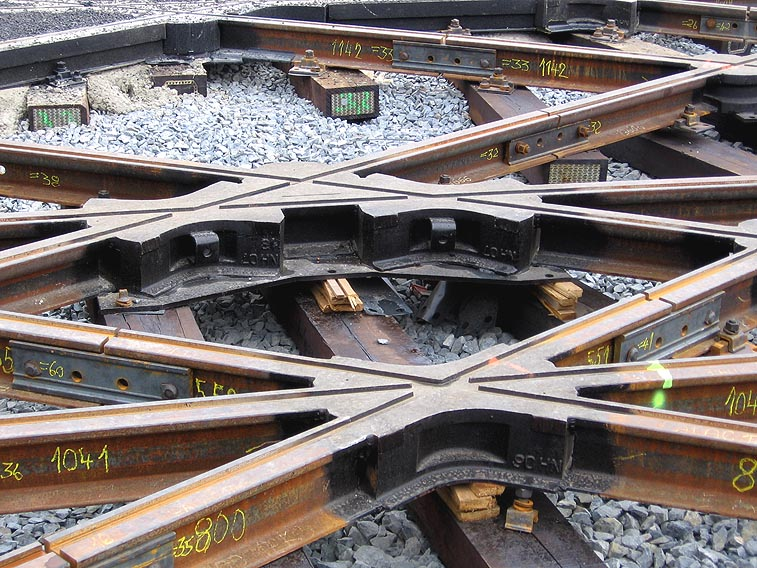
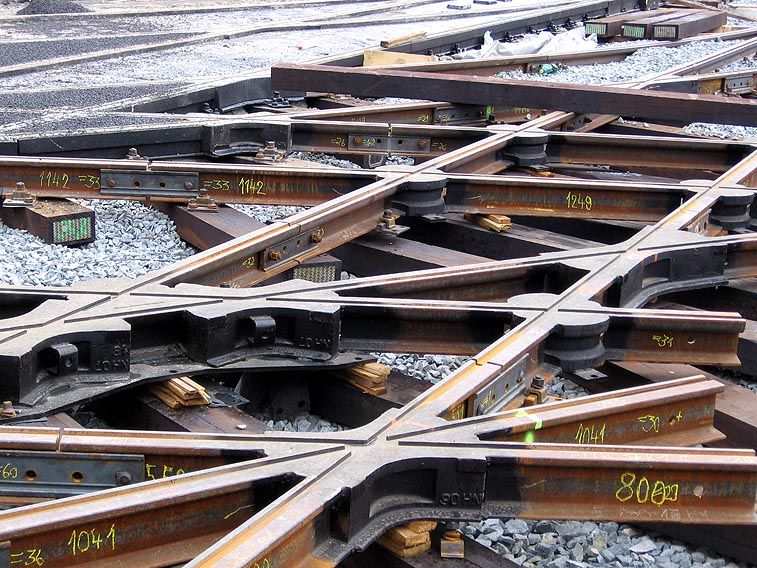